# Chamaesphecia
Chamaesphecia é um gênero de traça pertencente à família Brachodidae.